# Lehký tank

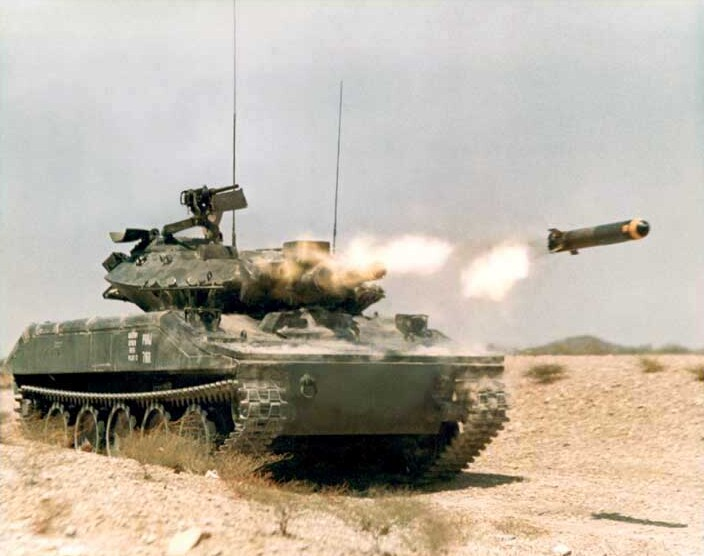
Střela odpálená z tanku M551 Sheridan

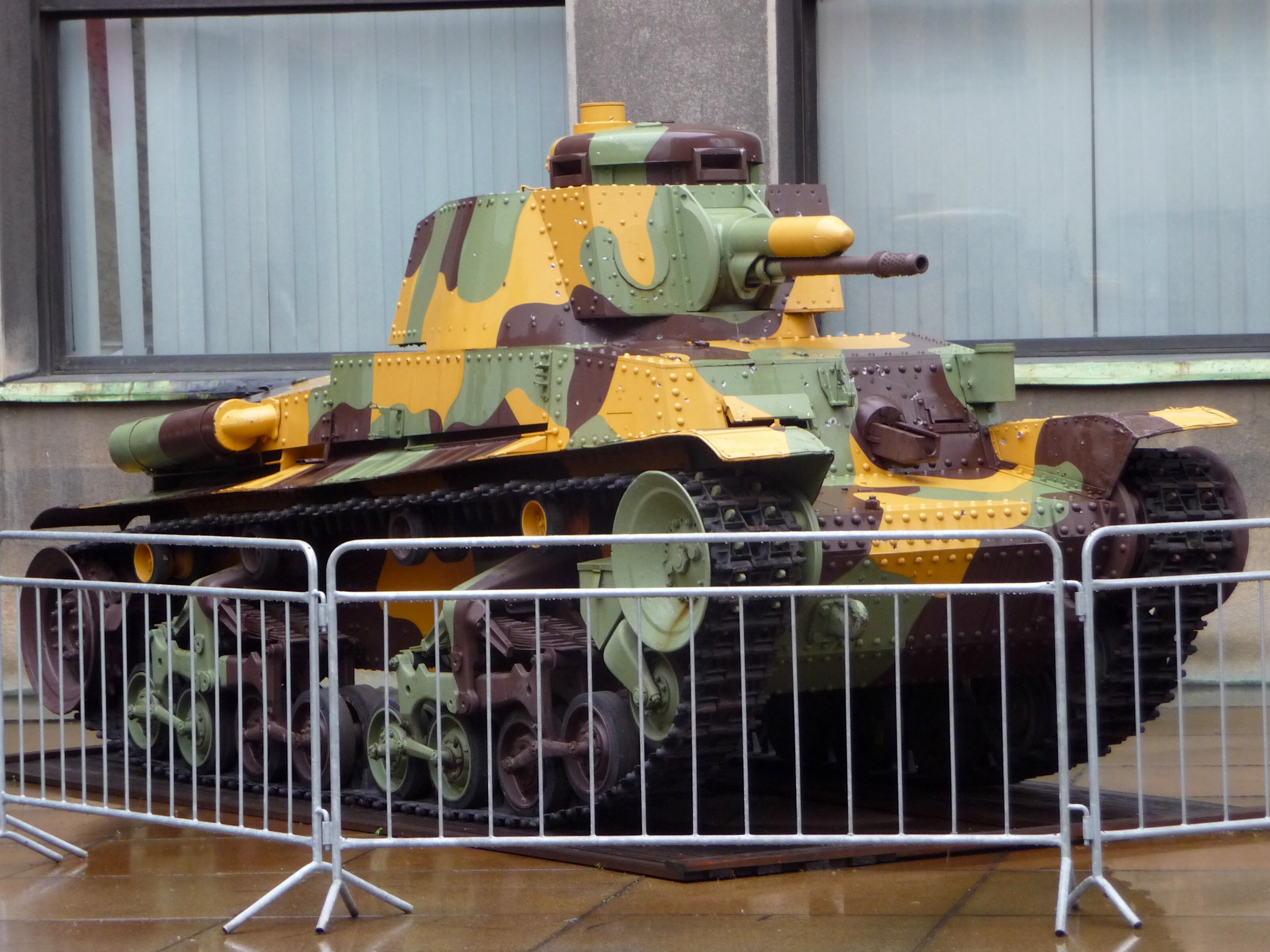
Lehký tank vzor 35 tvořil základ Československé tankové armády před 2.světovou válkou

Lehký tank je rychlá a slabě pancéřovaná varianta tanku. V současnosti se primárně nasazuje v průzkumné roli nebo na podporu expedičních sil na bojištích, kam nelze dopravit hlavní bitevní tanky. První lehké tanky byly ozbrojeny a obrněny na podobné úrovni jako obrněné automobily, ale pro lepší mobilitu v terénu měly pásový podvozek.
Rychlý lehký tank byl ve výzbroji armád nejvíce zastoupen před druhou světovou válkou, kde se od nich očekávalo, že budou využívat průlomy v nepřátelských liniích, vytvořené pomalejšími a těžšími tanky. V tomto období byly vyvinuty četné návrhy malých tanků, tančíků a podobných vozidel.
Lehký tank je jednou z mála tankových variant, které zůstaly ve výzbroji armád i poté, co byl vyvinut hlavní bitevní tank. Lehké tanky se používají v různých rolích včetně podpory lehkých vzdušných nebo obojživelných sil a průzkumu. Roli lehkého tanku dnes mnohdy zastává bojové vozidlo pěchoty.